# André Bulthé
André Bulthé (Veurne, 1906-1998) was een Belgische kunstschilder en tekenaar uit Veurne. Hij richtte in Veurne de kunstgalerij ‘Accent’ op en stichtte de kunstgroepen ‘Diagonaal’ en ‘Explosie’. 
Bulthé was autodidact en leerde op jong tekenen en schilderen door contacten met kunstenaars die de Westhoek opzochten. Jan Van Looy bracht hem de techniek van het schilderen bij en bracht hem na de Tweede Wereldoorlog in de aandacht. Bulthé was sociaal gevoelig, bekommerd om de mens en zijn leefmilieu. Dat is de rode draad in zijn oeuvre. 

## Oeuvre
Hij tekende de mens in een wereld van onrust, contestatie en verkilling met een drang naar intense schoonheid. Hij vervormt zijn figuren en omrandt ze vaak met contouren. Zijn oeuvre van stillevens, bloemen, religie, landschappen, marines, stadszichten en pittoreske hoekjes is even divers als zijn materiaalgebruik: het coloriet en de kontrasterende kleuren (bruin en blauw overheersen vaak) kenmerken zijn expressie. Hij gebruikte olieverf, waterverf, hij maakte pentekenen die hij met materialen bewerkte zodat ze op olieverfschilderijen leken. 

## Onderscheidingen
Hij behaalde de zilveren medaille te Nice, de zilveren trofee te Cannes, de gouden medaille in de Biënnale Europa Unita in Bergamo en het erediploma 10me Grand Prix de Peinture de la Côte d’Azûr van het Casino municipal in Cannes. Hij werd geselecteerd voor de Biennale d’Art Sacré de Lourdes in 1973 en was finalist van de Grote Prijs van Deauville.

## Werk en tento
In de Sint Niklaaskerk bij de appelmarkt in Veurne hangt Bulthés ‘De Verheerlijking van Christus’.
In 1977 schonk het Museum voor Moderne Religieuze Kunst in Oostende aandacht aan zeven kunstenaars uit Veurne onder de titel ‘7 × Veurne’. Behalve André Bulthé had de tentoonstelling aandacht voor Willem Vermandere, Paul Delvaux, Georges Tahon, P. Doisse, Trebla en J. Van Gucht. Van 20 december 2003 tot 4 januari 2004 liep een hommagetentoonstelling met tekeningen en schilderijen in het Veurnse Landshuis. Daar was toen ook werk van Annie Vanlerberghe (Merkem, 1952) en Antoon Rooryck (Roeselare, 1948) te zien.